# Янко-Триницька Надія Олександрівна
Наді́я Олекса́ндрівна Янко́-Трини́цька — мовознавець-славіст.
Дебютувала 1936 року розвідкою про мову Івана Котляревського. 
Після розгрому українського мовознавства в 1930-х роках відновила викладацьку і наукову працю в 1953 — 1970-х роках у Москві (педагогічний інститут), включно з російського мовознавства.